# Rodrigo Bentancur
Rodrigo Bentancur, né le 25 juin 1997 à Nueva Helvecia, est un footballeur international uruguayen, qui évolue au poste de milieu de terrain à Tottenham Hotspur.

## Biographie

### En club

#### Boca Junior (2015-2017)
Après avoir gravi tous les échelons dans les différentes catégories de jeune de Boca, le jeune Rodrigo Bentancur alors âgé de 17 ans fait ses débuts à Boca Juniors le club argentin de Diego Armando Maradona. Il ne lui faudra pas longtemps pour être adopté par La Bonbonera.
Lors de sa première saison en professionnel il jouera 18 matchs en Primera Division, championnat qu'il remportera d'ailleurs avec son club cette année, malgré le fait qu'il n'ait pas marquer le moindre but. Il remportera également Copa Argentina, compétition dans laquelle il jouera 6 matchs. Ces 2 titres mettent fin à une disette de 3 ans pour Boca Junior. Cette saison Bentancur fera également ses débuts en Copa Libertadores contre Montevideo en remplaçant Lodeiro à la 67e minute de jeu (Victoire 3-0 de Boca). Il ne remportera cependant pas le titre puisque son club sera éliminé en 8e de finale par le rival éternel de River Plate (1-0 ; 0-3).
Cette année là, Carlos Tévez fait son retour à Boca Juniors 11 ans après son premier passage, il arrive en provenance de la Juventus Turin, à ce moment-là Rodrigo Bentancur ne le sait pas encore mais ce transfert va être décisif pour la suite de sa carrière.
Sa deuxième année sera plus compliquée pour Boca Juniors mais Bentancur confirmera ses bonnes performances il jouera 11 matchs en Primera Division dont 8 comme titulaire et inscrira son premier but en professionnel 21 février 2016 contre NOB lors d'une victoire à domicile 4-1. Ce but sera son unique but de sa carrière à Boca Junior. Malgré sa bonne saison Bentancur ne pourra empêcher son club de finir à une triste 10e position. Il jouera également trois matchs en Copa Argentina où Boca échouera en quart de finale contre le R.central, match que Bentancur ne disputera pas et cinq matchs en Libertadores ou le club ira jusqu'en demi-finale.
La saison 2016-2017 sera la saison la plus concluante pour Bentancur à Boca Juniors, il sera indéboulonnable en championnat et jouera 22 matchs dont 20 en tant que titulaire réalisant 3 passe décisives. Boca Juniors finira en tête du championnat et Rodrigo remportera donc son deuxième championnat d'Argentine.
Sa bonne saison en Argentine lui vaudra l'intérêt de nombreux club européen et notamment la Juventus FC.

#### Juventus FC (2017-2022)
Le 21 avril 2017, il signe un contrat de 5 ans au club italien de la Juventus FC et rejoint son nouveau club le 1er juillet, pour une indemnité de transfert estimée à 9,5 millions d'euros. 
Voué à être prêté dans un club de Serie A, il reste finalement à la Juventus pour sa première année après avoir impressionné son entraîneur Massimiliano Allegri. Il est même titularisé face au FC Barcelone pour son premier match de Ligue des champions 2017-2018, malgré une défaite 3-0 au Camp Nou.

#### Tottenham Hotspur (depuis 2022)
Le 30 janvier 2022, Bentancur quitte la Juventus pour les Spurs.

### En sélection
Avec les moins de 20 ans, il participe au championnat de la CONMEBOL des moins de 20 ans en 2017. Lors de cette compétition, il inscrit un but contre la Bolivie. L‘équipe d'Uruguay remporte le tournoi, ce qui la qualifie pour la Coupe du monde des moins de 20 ans en Corée du Sud. 
En mai 2017, Bentancur est sélectionné par Fabián Coito (en) pour disputer avec l'Uruguay la Coupe du Monde des moins de 20 ans. Arrivé en demi-finale, l'Uruguay s'incline face au Venezuela aux tirs au but, bien que Bentancur ait marqué le sien (score : 1.1. a.p., 4-5 t.a.b.). 
Il fait ses débuts en équipe nationale A le 5 octobre 2017 en remplaçant Cristian Rodríguez lors du match face au Venezuela (score : 0-0) dans le cadre des qualifications pour la Coupe du Monde 2018. 
Le 2 juin 2018, il est sélectionné par Óscar Tabárez pour faire partie des 23 joueurs uruguayens partant à la Coupe du Monde 2018. À 20 ans, Bentancur est le plus jeune joueur de l'effectif. Au Mondial, il joue les cinq matchs de l'Uruguay, notamment les huitièmes de finale face au Portugal, où Bentancur délivre une passe décisive pour Edinson Cavani qui inscrit le but de la victoire (score : 2-1). Cependant, au match suivant face à la France, Bentancur commet une faute sur Corentin Tolisso et écope d'un carton jaune. Les Français profitent du coup franc ainsi accordé pour marquer le premier but de la rencontre, éliminant l'Uruguay à l'issue du match (score : 2-0).
Il participe en juin 2019 à la Copa América 2019 au Brésil, où il dispute tous les matchs de l'Uruguay dans leur intégralité. Arrivé en quart de finale face au Pérou, Bentancur verra son équipe s'incliner aux tirs buts (score : 0-0, 4-5 t.a.b.), bien que Bentancur ait inscrit son tir au but. Il est rappelé pour disputer la Copa America 2021 mais l'Uruguay sortira une nouvelle fois en quarts-de-finale par la Colombie aux tirs-au-but. Le même scénario que deux années auparavant.
Le 10 novembre 2022, il est sélectionné par Diego Alonso pour participer à la Coupe du monde 2022.

## Statistiques
| Saison                | Club                  | Championnat           | Championnat | Championnat | Championnat | Coupe(s) nationale(s) | Coupe(s) nationale(s) | Coupe(s) nationale(s) | Supercoupe | Supercoupe | Supercoupe | Compétition(s) continentale(s) | Compétition(s) continentale(s) | Compétition(s) continentale(s) | Compétition(s) continentale(s) | Supercoupe de l'UEFA | Supercoupe de l'UEFA | Supercoupe de l'UEFA | Total | Total | Total |
| Saison                | Club                  | Division              | M.          | B.          | P.d.        | M.                    | B.                    | P.d.                  | M.         | B.         | P.d.       | Comp.                          | M.                             | B.                             | P.d.                           | M.                   | B.                   | P.d.                 | M.    | B.    | P.d.  |
| 2015                  | Boca Juniors          | Primera División      | 18          | 0           | 0           | 6                     | 0                     | 0                     | -          | -          | -          | CL                             | 1                              | 0                              | 0                              | -                    | -                    | -                    | 25    | 0     | 0     |
| 2016                  | Boca Juniors          | Primera División      | 11          | 1           | 0           | 3                     | 0                     | 0                     | -          | -          | -          | CL                             | 5                              | 0                              | 0                              | -                    | -                    | -                    | 19    | 1     | 0     |
| 2016-2017             | Boca Juniors          | Primera División      | 22          | 0           | 3           | -                     | -                     | -                     | -          | -          | -          | -                              | -                              | -                              | -                              | -                    | -                    | -                    | 22    | 0     | 3     |
| Sous-total            | Sous-total            | Sous-total            | 51          | 1           | 3           | 9                     | 0                     | 0                     | -          | -          | -          | -                              | 6                              | 0                              | 0                              | -                    | -                    | -                    | 66    | 1     | 3     |
| 2017-2018             | Juventus              | Serie A               | 20          | 0           | 0           | 2                     | 0                     | 0                     | -          | -          | -          | C1                             | 5                              | 0                              | 0                              | -                    | -                    | -                    | 27    | 0     | 0     |
| 2018-2019             | Juventus              | Serie A               | 31          | 2           | 2           | 1                     | 0                     | 0                     | 1          | 0          | 0          | C1                             | 7                              | 0                              | 0                              | -                    | -                    | -                    | 40    | 2     | 2     |
| 2019-2020             | Juventus              | Serie A               | 30          | 0           | 8           | 5                     | 1                     | 0                     | 1          | 0          | 0          | C1                             | 7                              | 0                              | 0                              | -                    | -                    | -                    | 43    | 1     | 8     |
| 2020-2021             | Juventus              | Serie A               | 33          | 0           | 4           | 4                     | 0                     | 1                     | 1          | 0          | 0          | C1                             | 7                              | 0                              | 0                              | -                    | -                    | -                    | 45    | 0     | 5     |
| 2021-2022             | Juventus              | Serie A               | 19          | 0           | 1           | 1                     | 0                     | 0                     | 1          | 0          | 0          | C1                             | 5                              | 0                              | 1                              | -                    | -                    | -                    | 26    | 0     | 2     |
| Sous-total            | Sous-total            | Sous-total            | 133         | 2           | 15          | 13                    | 1                     | 0                     | 4          | 0          | 0          | -                              | 31                             | 0                              | 1                              | -                    | -                    | -                    | 181   | 3     | 16    |
| 2021-2022             | Tottenham Hotspur     | Premier League        | 17          | 0           | 4           | 1                     | 0                     | 0                     | -          | -          | -          | C4                             | -                              | -                              | -                              | -                    | -                    | -                    | 18    | 0     | 4     |
| 2022-2023             | Tottenham Hotspur     | Premier League        | 18          | 5           | 2           | 2                     | 0                     | 0                     | -          | -          | -          | C1                             | 6                              | 1                              | 0                              | -                    | -                    | -                    | 26    | 6     | 2     |
| 2023-2024             | Tottenham Hotspur     | Premier League        | 23          | 1           | 1           | 2                     | 0                     | 0                     | -          | -          | -          | -                              | -                              | -                              | -                              | -                    | -                    | -                    | 25    | 1     | 1     |
| 2024-2025             | Tottenham Hotspur     | Premier League        | 26          | 2           | 0           | 5                     | 0                     | 0                     | -          | -          | -          | C3                             | 13                             | 0                              | 0                              | -                    | -                    | -                    | 44    | 2     | 0     |
| 2025-2026             | Tottenham Hotspur     | Premier League        | 1           | 0           | 0           | -                     | -                     | -                     | -          | -          | -          | C1                             | -                              | -                              | -                              | 1                    | 0                    | 0                    | 2     | 0     | 0     |
| Sous-total            | Sous-total            | Sous-total            | 85          | 8           | 7           | 10                    | 0                     | 0                     | -          | -          | -          | -                              | 19                             | 1                              | 0                              | 1                    | 0                    | 0                    | 115   | 9     | 7     |
| Total sur la carrière | Total sur la carrière | Total sur la carrière | 269         | 11          | 25          | 32                    | 1                     | 0                     | 4          | 0          | 0          | -                              | 56                             | 1                              | 1                              | 1                    | 0                    | 0                    | 362   | 13    | 26    |

### En sélection nationale
| Saison                | Sélection             | Phases finales        | Phases finales | Phases finales | Phases finales | Éliminatoires CDM | Éliminatoires CDM | Éliminatoires CDM | Matchs amicaux | Matchs amicaux | Matchs amicaux | Total | Total | Total |
| Saison                | Sélection             | Compétition           | M              | B              | Pd             | M                 | B                 | Pd                | M              | B              | Pd             | M     | B     | Pd    |
| --------------------- | --------------------- | --------------------- | -------------- | -------------- | -------------- | ----------------- | ----------------- | ----------------- | -------------- | -------------- | -------------- | ----- | ----- | ----- |
| 2017-2018             | Uruguay               | Coupe du monde 2018   | 5              | 0              | 1              | 2                 | 0                 | 0                 | 5              | 0              | 0              | 12    | 0     | 1     |
| 2018-2019             | Uruguay               | Copa América 2019     | 4              | 0              | 0              | -                 | -                 | -                 | 7              | 0              | 0              | 11    | 0     | 0     |
| 2019-2020             | Uruguay               | -                     | -              | -              | -              | -                 | -                 | -                 | 6              | 0              | 0              | 6     | 0     | 0     |
| 2020-2021             | Uruguay               | Copa América 2021     | 4              | 0              | 0              | 5                 | 0                 | 1                 | -              | -              | -              | 9     | 0     | 1     |
| 2021-2022             | Uruguay               | -                     | -              | -              | -              | 11                | 1                 | 0                 | -              | -              | -              | 11    | 1     | 0     |
| 2022-2023             | Uruguay               | Coupe du monde 2022   | 3              | 0              | 0              | -                 | -                 | -                 | 2              | 0              | 0              | 5     | 0     | 0     |
| 2023-2024             | Uruguay               | Copa América 2024     | 6              | 2              | 0              | 2                 | 0                 | 0                 | 2              | 0              | 0              | 10    | 2     | 0     |
| 2024-2025             | Uruguay               | -                     | -              | -              | -              | 4                 | 0                 | 0                 | -              | -              | -              | 4     | 0     | 0     |
| Total sur la carrière | Total sur la carrière | Total sur la carrière | 22             | 2              | 1              | 24                | 1                 | 1                 | 22             | 0              | 0              | 68    | 3     | 2     |

## Palmarès
|  |  | Boca Juniors - Champion d'Argentine - Champion : 2015 et 2017 - Coupe d'Argentine - Vainqueur : 2015 |  | Juventus FC - Serie A - Champion : 2018, 2019 et 2020 - Coupe d'Italie - Vainqueur : 2018 - Finaliste : 2020 - Supercoupe d'Italie - Vainqueur : 2018 et 2020 - Finaliste : 2019 |  | Tottenham Hotspur - Ligue Europa (1) : - Vainqueur en 2025’ |